# Justin Pierre
Justin Pierre (Grand Cayman, 3 settembre 1981) è un calciatore britannico delle Isole Cayman, di ruolo attaccante.

## Carriera

### Club
Dopo aver giocato negli Stati Uniti con il Louisville Cardinals, dal 2007 gioca nella massima serie del campionato delle Isole Cayman con il George Town.

### Nazionale
Ha giocato la sua unica partita in nazionale nel 2004, in una sconfitta per 3-0 sul campo di Cuba valevole per le qualificazioni ai Mondiali del 2006.